# Czerwona Niwa
Czerwona Niwa – wieś w Polsce położona w województwie mazowieckim, w powiecie żyrardowskim, w gminie Wiskitki. Ma status sołectwa.
W latach 1975–1998 miejscowość administracyjnie należała do województwa skierniewickiego.

## Historia
W 1398 r. książę mazowiecki Siemowit IV ustanowił Piotra z Guzowa sołtysem w Czerwonej Niwie dla osadzenia jej na prawie chełmińskim. Osadnicy otrzymali 16 lat wolności.